# 엔터테인먼트 시스템 이즈 다운
"엔터테인먼트 시스템 이즈 다운"(영어: The Entertainment System Is Down)은 개봉 예정인 풍자, 블랙 코미디 영화이다. 루벤 외스틀룬드가 감독과 각본을 맡았다.